# 皮耶利宁湖
皮耶利宁湖（芬蘭語：Pielisjärvi）位于芬兰东部，靠近俄罗斯边境。长约100公里，宽1.5～40公里，面积868平方公里。湖中岛屿众多，沿岸森林茂密，著名的科利国家公园位于西岸丘陵地带。皮耶利宁湖属于塞马湖水系，湖水经皮耶利宁河向南流入皮海塞尔凯湖。湖泊夏季通轮渡，冬季为冰路。

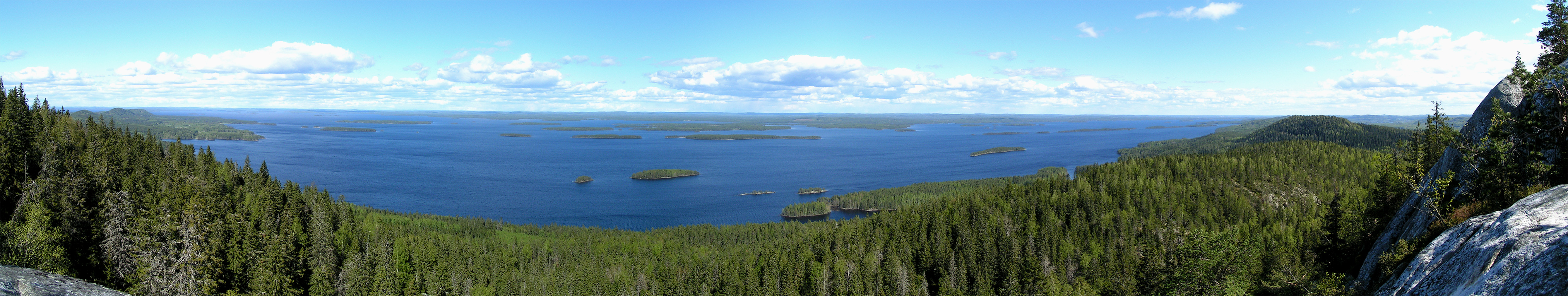
从科利国家公园内的一座丘陵上看到的皮耶利宁湖